# Victor Leemans

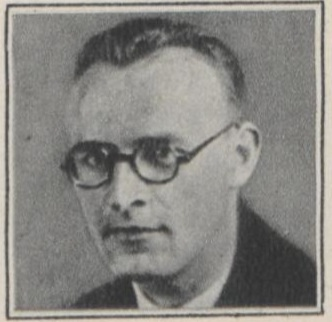
Victor Leemans

Victor Leemans (* 29. Juli 1901 in Stekene, Belgien; † 3. März 1971 in Löwen) war ein Vertreter der Flämischen Bewegung der 1930er Jahre und Mitglied der faschistischen Verdinaso-Organisation. Nach dem Zweiten Weltkrieg wurde er Mitglied der Flämischen Christdemokraten und war von 1965 bis 1966 Präsident des Europäischen Parlamentes.
Leemans schloss sein Studium der Sozialwissenschaft mit der Promotion an der École des hautes études en sciences sociales (EHESS) in Paris ab und lehrte anschließend an der Katholischen Universität Löwen.
Während des Zweiten Weltkriegs kollaborierte er mit den Deutschen und wurde nach dem Westfeldzug im besetzten Belgien Generalsekretär im belgischen Wirtschaftsministerium. Nach dem Krieg wurde er deswegen angeklagt, aber 1947 freigesprochen. 1949 wurde er zum Provinzsenator von Antwerpen ernannt und 1958 Mitglied des Europäischen Parlaments, dessen Präsident er 1965 bis 1966 war.